# Dieu et mon droit

Dieu et mon droitは、イギリスの紋章（スコットランドを除く）の盾の下の標語に表記される

Dieu et mon droit（デュ・エ・モン・ドルワ、フランス語発音: [djø e mɔ̃ dʁwa]）は、スコットランドを除くイギリスの国章（紋章）に表記されるイギリス君主のモットー（標語）である。日本語では「神と我が権利」（かみとわがけんり）と訳される。

## 語意
Dieu et mon droit は「神と我が権利」に訳されるフランス語で、王は神の恩寵を給わるイングランド君主であるということを意味し、君主が神の与えた支配権を持っていることを暗示するために使用されている。
Dieu et mon droit は英語訳で「God and my right」とされるが、「God and my lawful right」「God and my right hand」 「God and my right shall me defend」などの英語訳も存在する。英単語 right には右・権利・正当などの意味があり、ダブル・ミーニングになっている。1700年代中程にドゥニ・ディドロが編纂した『百科全書』では、モットー Dieu est mon droit を「God is my right」と訳して収録されている。1799年に出版された Kearsley's Complete Peerage では、権利（仏: mon droit）ではなく右手（仏: ma main droite）を用いて「God and my right hand」と訳して収録されている。1796年から1808年にドイツで出版された Brockhaus Enzklopädie の初版では、ドイツ君主の任命と戴冠で右手（英: right hand）を掲げるということを強調していた。

## 歴史

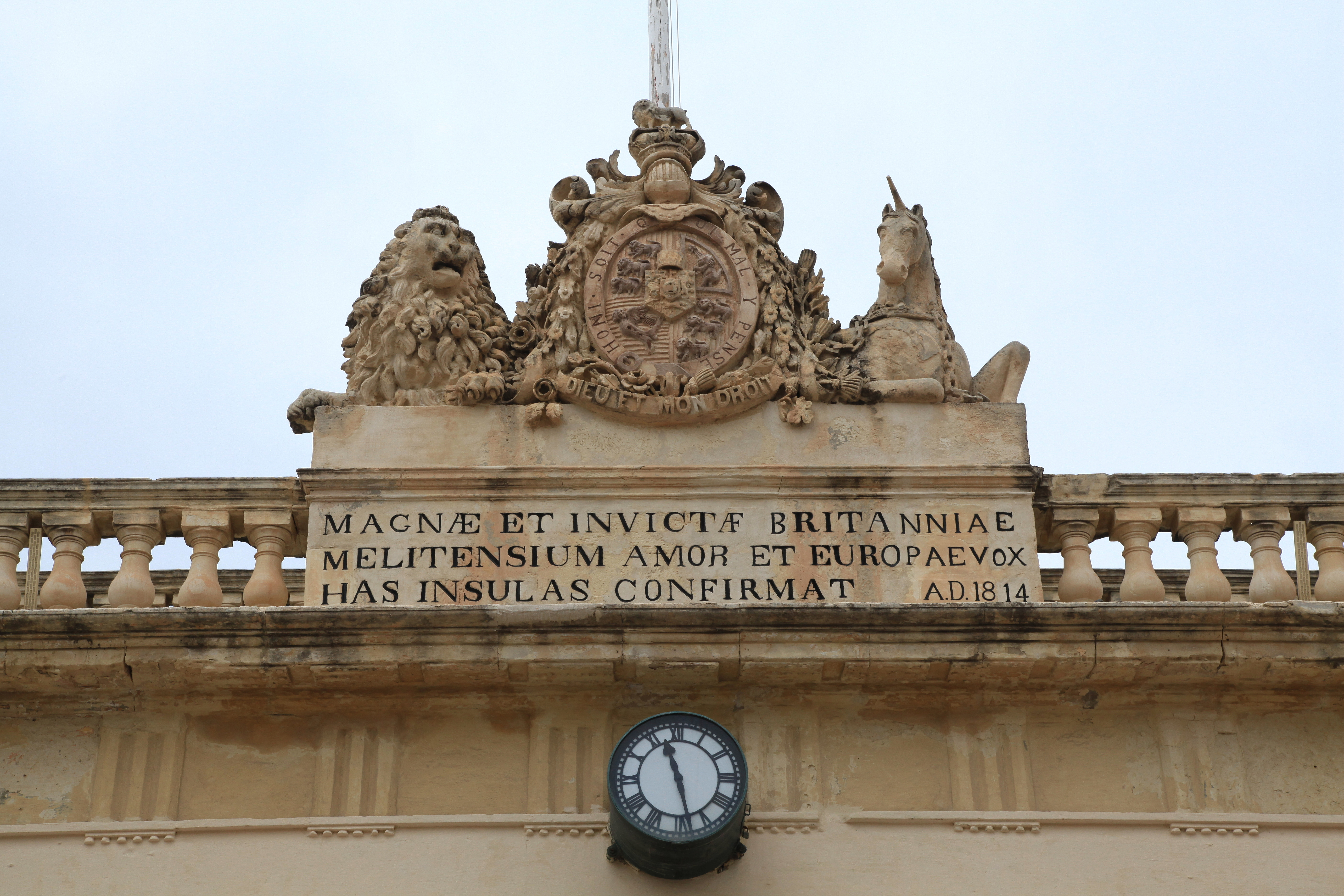
マルタ共和国バレッタのメインガードに残るイギリス王室の紋章とモットー

Dieu et mon droit はリチャード1世が1198年のジゾーの戦いで喊声として用いたのが初出である。この戦いでイングランドのリチャード1世はフランスのフィリップ2世を討ち敗かし、後に自身のモットーとした。中世ヨーロッパの信念には、より優れた軍隊の側が勝利するのではなく、神が称賛した軍隊の側が勝利するという戦いによる個人裁判であるという考え方があった。そのため、リチャード1世は勝利の後に「それを成したのは我々ではなく、我々を通して神と我々の権利が成した」と記している。リチャード1世は、自らは優秀ではないが神に認められた階級に生まれたと神聖ローマ帝国皇帝に話した時に、それが真実であると信じていると語った。

## 国章とモットー
15世紀にヘンリー5世はイングランド王国の王室紋章のモットーに Dieu et mon droit を採用し、その後のイングランド王国および後にイギリス（スコットランドを除く）のモットーとして一般的に用いられている。一方で、王室紋章は君主固有のモットーを掲げている場合もあった。例えば、エリザベス1世とアン女王は Semper Eadem、ジェームズ1世は Beati Pacificiをモットーに掲げていた。
イングランド王国の王室紋章にイギリス英語ではなくフランス語を用いることは珍しいことではなく、ノルマン・フランス語はノルマンディーの征服王とプランタジネット朝の支配に従う英国王室朝廷と支配階級が使う主要な言語だった。王室紋章の記録には古フランス語の他のモットーも残っている。例えば、ガーター勲章のモットーは Honi soit qui mal y pense で紋章の盾の背後に標記されている。現代フランス語のスペルでは honi は honni に変わっているが、モットーの標記は変わっていない。
イギリスの国章にはモットー Dieu et mon droit が盾の下の帯に大文字で掲載されている。ただし、この紋章・モットーはイギリスの中でもスコットランドでは異なる。スコットランドでのイギリスの国章のモットーは In my defens God me defend であり、紋章の盾・帯も異なる。

## 派生表現

### Dieu est mon droit
イングランドのヘンリー・ハドソンは1612年に Dieu est mon droit（日: 神は我が権利）という単語を使っていた。この単語は、ヘンリー・ハドソンは最上位の支配階級であり他者に従属する臣下ではないという意味で解釈されていた。
Dieu est mon droit はインド・ヨーロッパ語族の使うラテン語でも16世紀から17世紀には熟語として存在している。他にはダービーシャーにあるハードウィック・ホールの High Great Chamber のマントには Dieu est mon droit が刻印された王室紋章がある。

### God and Our Right
アレクサンダー・ハミルトン率いる革命派のニューヨーク民兵 Hearts of Oak は God and Our Right の文字の入った赤いバッジをジャケットの胸に付けていた。

### Duit on Mon Dei
ビートルズはジョーク・モットーとして Duit on Mon Dei（英: Do it on Monday）を挙げていた。また、ハリー・ニルソンは1975年にアルバム Duit on Mon Dei をリリースしている。